# Гірські ліси та луки Південного Рифту
Гірські ліси та луки Південного Рифту або Мозаїка гірських лісів та луків Південного Рифту (ідентифікатор WWF: AT1015) — афротропічний екорегіон гірських луків та чагарників, розташований в Східній Африці.

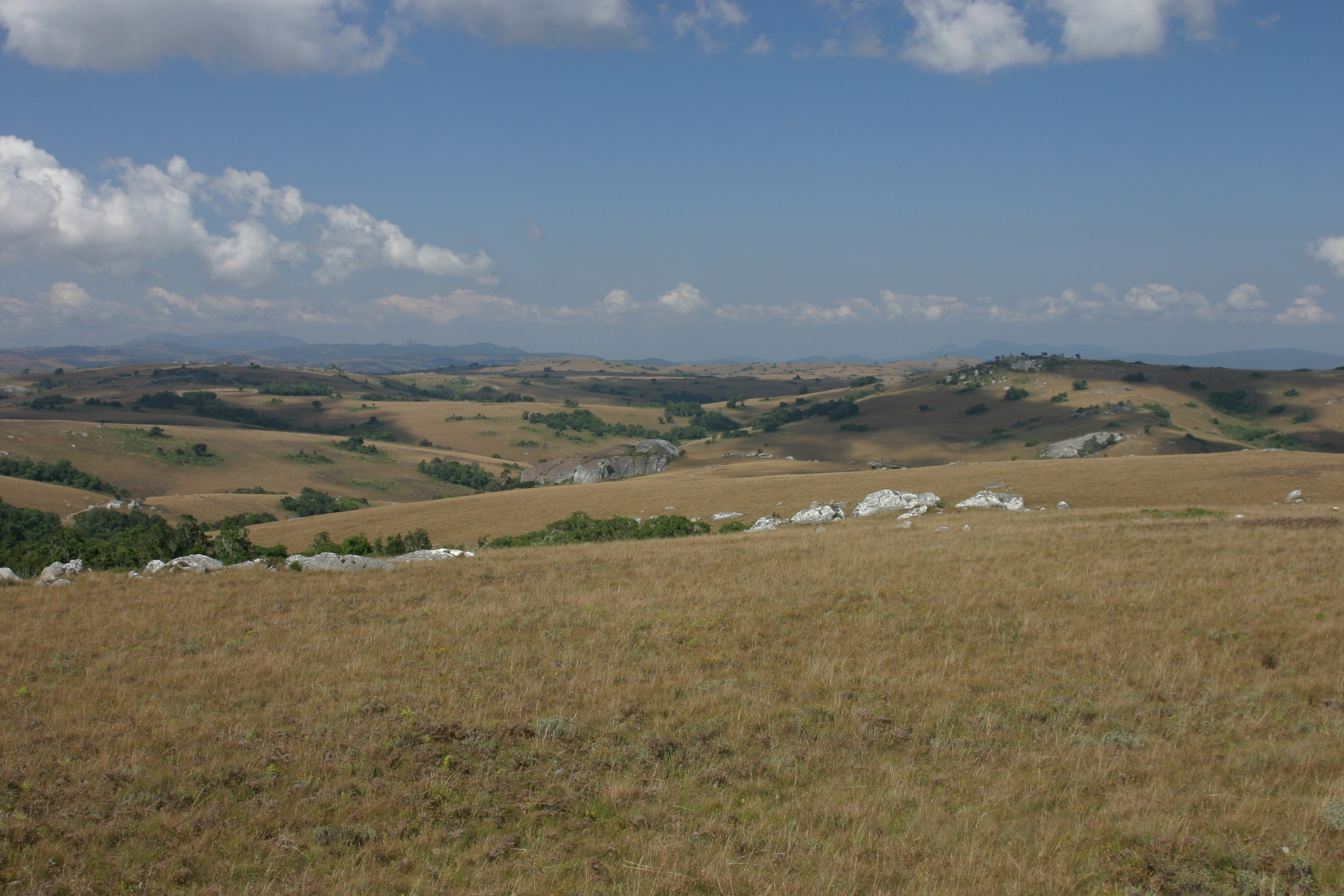
Типовий ландшафт плато Ньїка (плато): луки, по яким розкидані ділянки гірських лісів

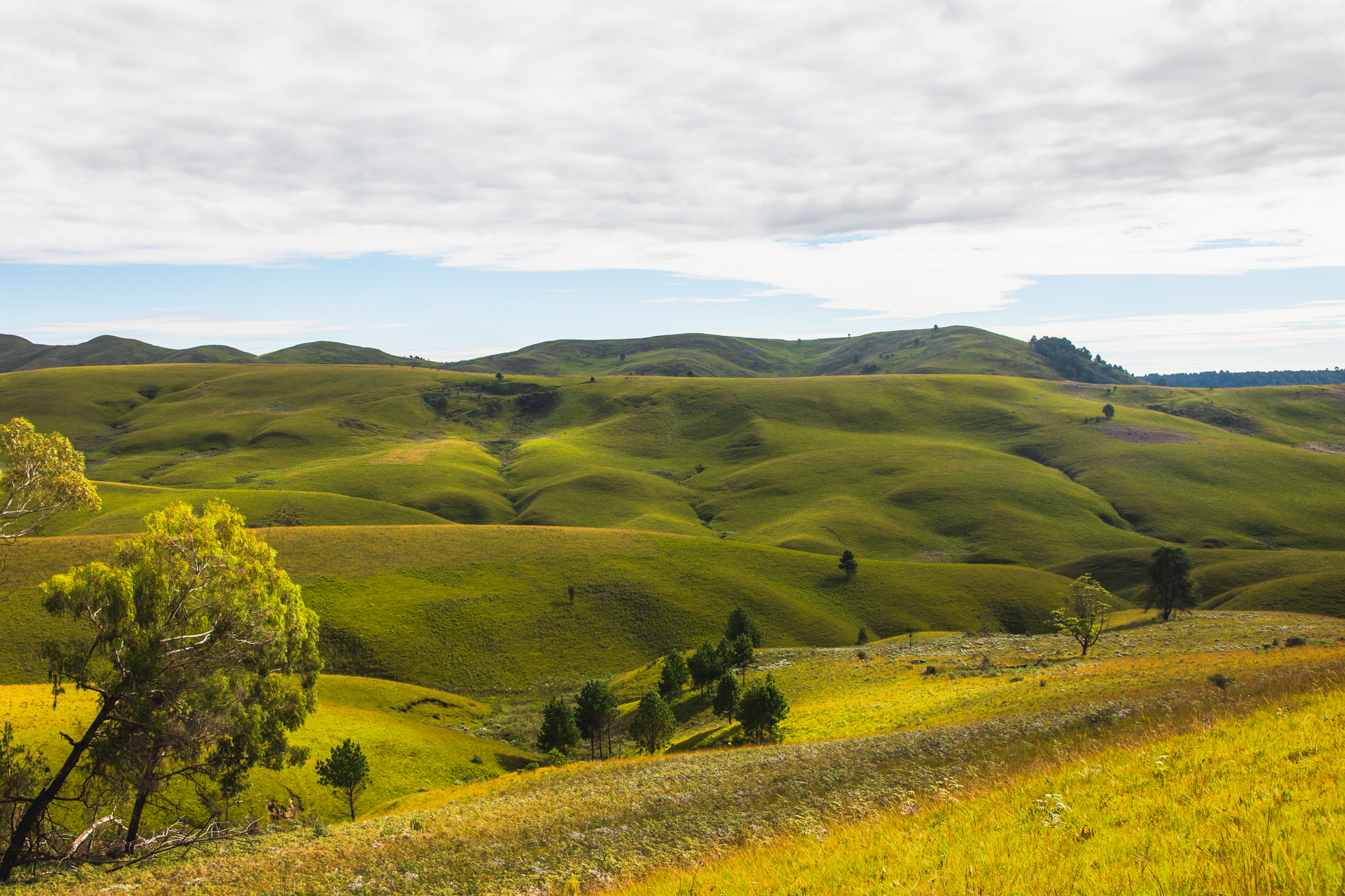
Високогірні луки в горах Кіпенгере (Національний парк Кітуло, Танзанія)

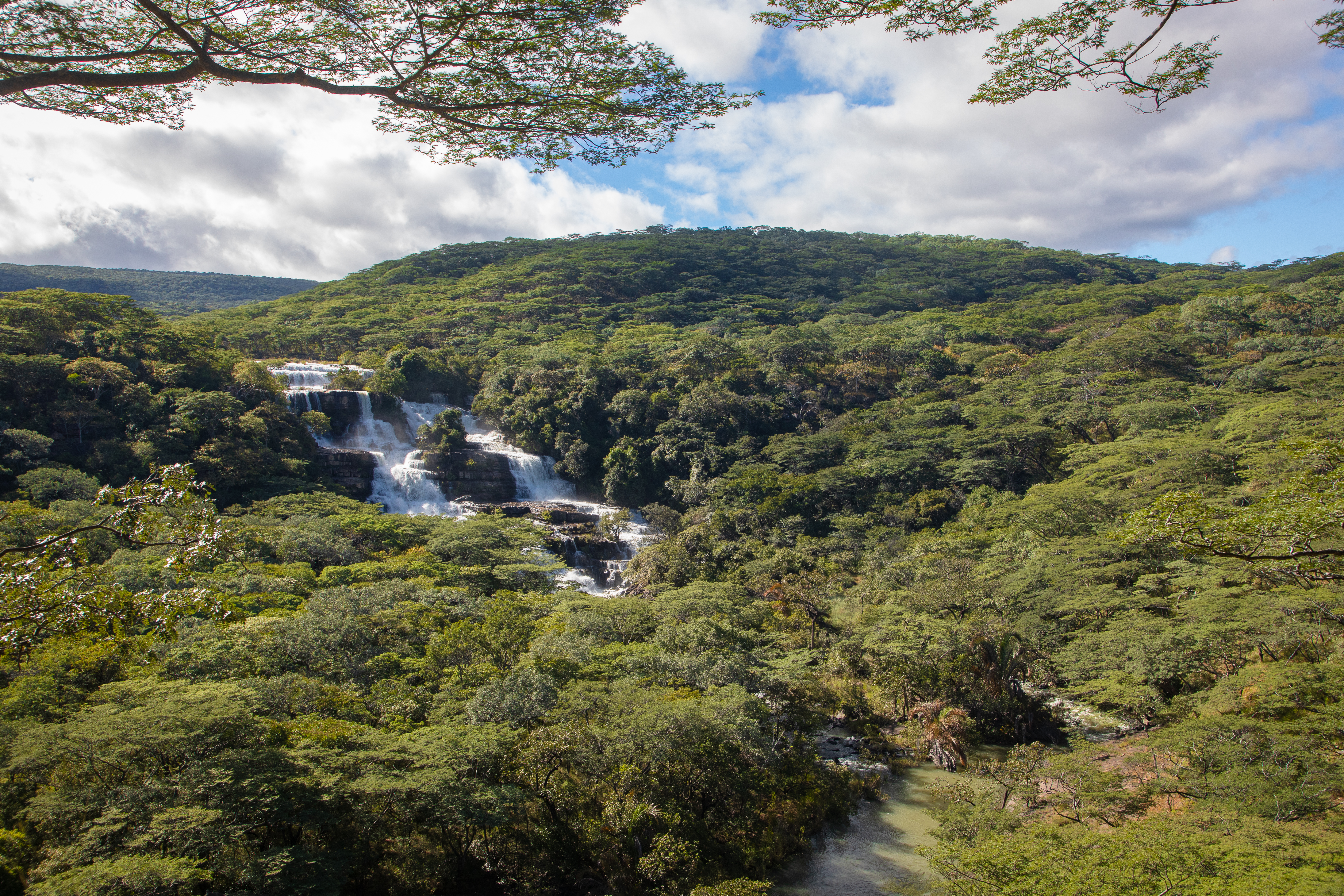
Водоспад Кімані (водоспад) в горах Кіпенгере

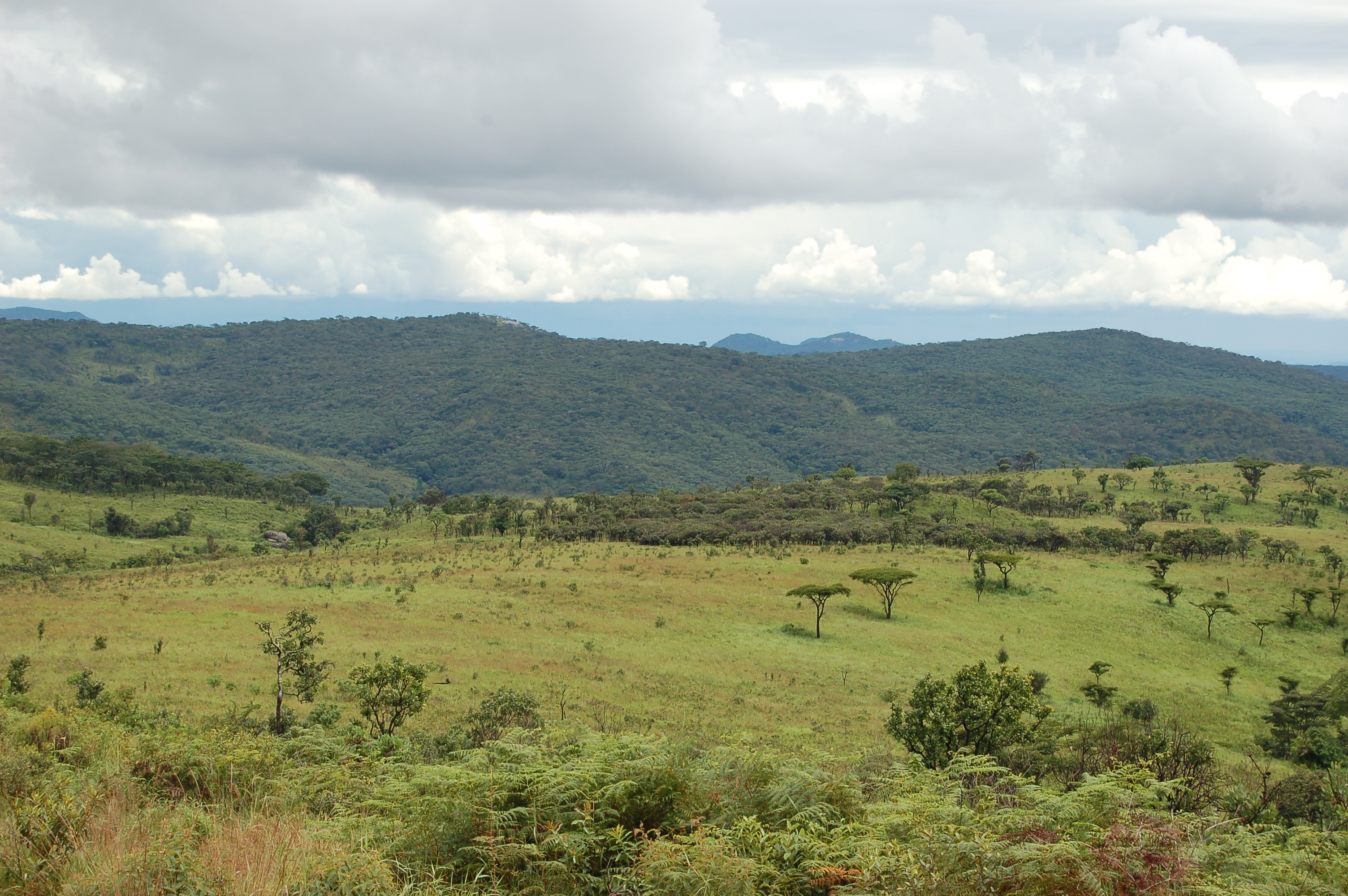
Ландшафт Національний парк Ньїка (Малаві)

## Географія
Екорегіон гірських лісів та луків Південного Рифту охоплює низку гірських масивів та плато, розташованих в горах на півдні Великого Африканського Рифту. Центром регіону є Південне нагір'я, розташоване на південному сході Танзанії, північніше озера Ньяса, в місці, де сходяться західна та східна гілки Східно-Африканського Рифту. Це нагір'я складається з низки вулканічних гірських хребтів та плато, серед яких слід відзначити гори Мбея, Кіпенгере, Порото і Умаліла та плато Кітуло. Також частиною Південного нагір'я вважається нагір'я Матенга, розташоване південніше, на північно-східному узбережжі озера Ньяса. Найпівнічнішою частиною екорегіону є плато Уфіпа, розташоване на північний захід від Південного нагір'я, між озерами Танганьїка та Руква. На південь від Південного нагір'я, вздовж західного узбережжя озера Ньяса, простягаються гори Місуку і Віф'я та плато Ньїка. Вони переважно розташовані на території Північного Малаві, а плато Ньїка також охоплює невелику частину сусідньої Замбії. Найпівденнішою частиною екорегіону є гори Кірк, розташовані на кордоні між Південно-Західним Малаві та мозамбіцькою провінцією Тете.
Рельєф регіону представлений плато та гірськими хребтами, обмеженими з усіх боків уступами або глибоко розчленованими пагорбами. Висота екорегіону коливається від 1400 до 2400 м над рівнем моря, а найвищими вершинами регіону є гори Рунгве та Мторві в Танзанії, висота яких перевищує 2960 м над рівнем моря. З геологічної точки зору основу регіону складають докембрійські граніти, гнейси та сланці, які утворилися 3250 мільйонів років тому. Ранні підйоми та ерозія цих початкових утворень спричинили формування шарів осадових порід, до яких пізніше додалися інтрузивні граніти. Рифтоутворення в регіоні почалося в середині крейдового періоду. Воно утворило сучасні гори та плато екорегіону, а також великі рифтові долини, які наразі заповнені водами озер Ньяса, Танганьїка та Руква. Ґрунти регіону представлені переважно добре дренованими андосолями та фералітними ґрунтами.
Гори та плато Південного Рифту є важливими вододілами регіону. В них бере початок річка Каламбо, яка впадає в озеро Танганьїка, а також річки Кафуфу, Мтембва та Сонгве, що впадають в озеро Руква, та річки Ківіра, Мбака, Луфіріо, Лумбіла, Рухуху, Лівулезі, Кетевака та Сонгве, які впадають в озеро Ньяса. В горах Південного нагір'я бере свій початок Велика Руаха, яка тече на схід і впадає в річку Руфіджі. До басейну Руахи належить більшість річок, що стікають з Південного нагір'я на північ.

## Клімат
В горах екорегіону переважає гірський субтропічний клімат (Cwb за класифікацією кліматів Кеппена), на який значний вплив здійснює озеро Ньяса, з якого вітри несуть вологу у високогір'я. Середньорічна кількість опадів коливається від 823 мм на плато Уфіпа, що лежить на північному заході екорегіону, до 2850 мм в горах Кіпенгере та Порото, розташованих на північ від озера Ньяса. Загалом в екорегіоні середньорічна кількість опадів становить приблизно 1500 мм, більшість з яких випадає протягом вологого сезону з листопада по квітень, хоча невеликі дощі або тумани у високогір'ях трапляються і під час сухого сезону з травня по серпень. Середньорічна температура в екорегіоні коливається від 13 °C до 19 °C, середня максимальна температура тут становить 22 °C, а середня мінімальна температура — 9,8 °C. На найвищих висотах температура може опускатися до -7 °C, а заморозки є звичним явищем. У Південному нагір'ї Танзанії кожні 25 років трапляються сильні морози.
Висота над рівнем моря та клімат є основними факторами, які відокремлюють екорегіон гірських лісів та луків Південного Рифту від навколишніх екорегіонів центральнозамбезійських, східних та південних міомбових рідколісь. Міомбові рідколісся поширені на рівнинах, що оточують гори Південного Рифту, та характеризуються домінуванням в них дерев з підродини цезальпінієвих (Caesalpinioideae), зокрема різних видів брахістегій (Brachystegia spp.), жюльбернардій (Julbernardia spp.) та ізоберліній (Isoberlinia spp.), які рідко зустрічаються поза межами міомбо. Основні відмінності між лісами Південного Рифту та зовні подібними лісами Східої Дуги, розташованими в горах Східної Дуги в Танзанії та Кенії, пов'язані з різними кліматичними режимами. Високогірні райони Південного Рифту отримують вологу з озера Ньяса, тоді як опади в горах Східної Дуги надходять з Індійського океану. Цей фактор міг бути відповідальним за те, що гірські ліси Східної дуги залишалися стабільними під час плейстоценових посух, тоді як площа інших вічнозелених лісів Східної Африки різко скоротилася, що призвело до їх флористичного збіднення. Таким чином, гірські ліси Східної Дуги мають набагато вищий рівень як родового, так і видового ендемізму, ніж гірські ліси Південного Рифту. Гірські ліси Альбертінського рифту, розташовані на південний захід від Південного Рифту, також вирізняються вищим біорізноманіттям та рівнем ендемізму. Гірські ліси та луки Південного Рифту відрізняються і від гірських лісів та луків Південного Малаві, розташованих південніше, оскільки в горах Південного Рифту досягають південної межі свого поширення багато північних таксонів, тоді як гори Південного Малаві, зокрема гора Муландже, є північною межею поширення для багатьох південноафриканських видів.

## Флора
В межах екорегіону зустрічаються кілька структурно та композиційно відмінних рослинних угруповань, серед яких домінуючими є гірські луки. Переважання луків пояснюється частими та масштабними пожежами, які регулярно в минулому охоплювали регіон, знищуючи колись більш поширені афрогірські ліси. На луках регіону ростуть різноманітні трави, осоки та геофіти, а також трапляються вогнестійкі чагарники, передусім різні види протеї (Protea spp.). Серед трав, що домінують на луках регіону, слід відзначити звичайну лудетію (Loudetia simplex), абіссинську екзотеку (Exotheca abyssinica), вишневий моноцимбій (Monocymbium ceresiiforme), тритичинкову темеду (Themeda triandra), а також різні види бородачника (Andropogon spp.), перлового проса (Pennisetum spp.) та мишія (Setaria spp.). У погано дренованих місцевостях трапляються постійні та сезонні болота, відомі як дамбо. Ці водно-болотні угіддя, на яких переважають трави та осоки, вирізняються надзвичайним видовим різноманіттям.
Афрогірські ліси займають близько 5 % території регіону і переважно обмежені вологими схилами, уступами та річковими долинами. Вони можуть значно відрізнятися за своєю структурою та видовим складом залежно від доступної вологи, висоти над рівнем моря та режиму порушень. За найсприятливіших обставин утворюються високі дощові ліси з потрійним наметом, дерева в яких вкриті епіфітами та ліанами, тоді як ліси, що ростуть на більших висотах та в гірших кліматичних умовах, є нижчими, менш розвинені за структурою та менш різноманітні за композицією. Серед дерев та кущів, що складають основу лісів регіону, слід відзначити анінгерію Адольфа-Фрідріха (Aningeria adolfi-friederici), африканську білу грушу (Apodytes dimidiata), крилату берсаму (Bersama abyssinica), горонгоську гамбею (Gambeya gorungosana), волохату колу (Cola greenwayi), дрібноцвіту цилікоморфу (Cylicomorpha parviflora), високу ентандрофрагму (Entandrophragma excelsum), лавролисту фількахою (Ficalhoa laurifolia), африканський падуб (Ilex mitis), африканську кіггелярію (Kiggelaria africana), міріант Холста (Myrianthus holstii), східноафриканське камфорове дерево (Kuloa usambarensis), гвінейську сливу (Parinari excelsa), широколистий ногоплідник (Podocarpus latifolius), рудий полісціас (Polyscias fulva), капський бук (Myrsine melanophloeos), гвінейський сизигіум (Syzygium guineense subsp. afromontanum) та різні види гарциній (Garcinia spp.). Основу трав'яного ярусу в цих лісах складають різні види розрив-трави (Impatiens spp.), бегонії (Begonia spp.), стрептокарпуса (Streptocarpus spp.), шпороцвіта (Plectranthus spp.) та пеперомії (Peperomia spp.), а також різні представники родини акантових (Acanthaceae). На місцях лісових пожеж ростуть невисокі дерева та кущі, серед яких переважають піонерні види. На місцях особливо сильних пожеж деякі види, зокрема абіссинські хагенії (Hagenia abyssinica) та африканські яловці (Juniperus procera), можуть утворювати моновидові насадження. 
На гірських схилах, де випадає велика кількість опадів, переважно на півночі екорегіону, зустрічаються бамбукові зарості різної висоти та густоти, в яких переважає африканський альпійський бамбук (Oldeania alpina). З бамбуковими заростями асоціюються деякі види лісових дерев, зокрема абіссинські хагенії (Hagenia abyssinica), африканські яловці (Juniperus procera), широколисті ногоплідники (Podocarpus latifolius), африканські вишні (Prunus africana) та капські буки (Myrsine melanophloeos). Бамбукові плями іноді зустрічаються в афромонтанських лісах, можливо, як результат вторгнення після пожежі.
У високогір'ях регіону, вище верхньої межі лісу, поширені високогірні чагарникові зарості, в яких домінують склерофільні чагарники з родини вересових (Ericaceae). Подібні угруповання зустрічаються і на більш низьких висотах, у районах з неглибоким ґрунтом, де часто трапляються тумани. Щільність чагарників варіюється залежно від різних природних умов, а їх висота коливається від 3 до 13 м.
На найнижчих висотах екорегіону, на уступах та еродованих пагорбах, поширені міомбові угруповання, подібні до тих, що зустрічаються у навколишніх екорегіонах. Значну частину регіону, розташовану на висоті від 1200 до 1800 м над рівнем моря, займають міомбові рідколісся, основу яких складають різні види брахістегій (Brachystegia spp.), жюльбернардій (Julbernardia spp.) та ізоберліній (Isoberlinia spp.). На сухих західних схилах плато Ньїка ці рідколісся поширені на висоті до 2050 м над рівнем моря, а в горах Кіпенгере, також відомих як гори Лівінгстона, — на висоті 2100 м над рівнем моря.
Флористичне різноманіття та рівень ендемізму в екорегіоні є нижчими, ніж у лісах Східної Дуги та у гірських лісах Альбертінського рифту, поширених північніше. Так, у вологих гірських лісах Східної Дуги зустрічається 67 ендемічних видів дерев, тоді як в усіх вічнозелених лісах Малаві росте лише 10 ендемічних видів дерев. Одним із можливих факторів, що сприяє відносній бідності флори екорегіону, може бути його більша відстань від екватора. Зворотний зв'язок між відстанню від екватора та видовим різноманіттям помітний у афромонтанській лісовій флорі Малаві, де в лісах на півночі країни зустрічається 232 види дерев, а в лісах на півдні — лише 149 видів. Найбільш флористично різноманітними лісами в Малаві є ті, що ростуть в горах Місуку на півночі країни.
Незважаючи на відносну бідність флори екорегіону, на луках Південного Рифту росте шість ендемічних рослин з роду Протея (Protea) та багато різноманітних орхідей (Orchidaceae). Плато Ньїка є домом для найбагатшої орхідейної флори у Південно-Центральній Африці, яка налічує 214 видів, з яких 33 види є ендемічними. Серед ендемічних орхідей, що ростуть на плато Ньїка, слід відзначити Helichrysum hilliardiae, Crassula nyikensis та Oxalis chapmaniae. Іншим центром флористичного різноманіття екорегіону є плато Кітуло — тут зустрічається 350 видів рослин, зокрема 45 видів орхідей, з яких 16 видів є ендемічними.

## Фауна
Присутність великих ссавців в екорегіоні переважно обмежена плато Ньїка, де у однойменному національному парку мешкають великі редунки (Redunca arundinum) та африканські леопарди (Panthera pardus pardus), а кінські антилопи (Hippotragus equinus cottoni), зебри Кроше (Equus quagga crawshayi) та звичайні канни (Taurotragus oryx) здійснюють сезонні міграції між плато та навколишніми рівнинами. В міомбових рідколіссях у нижній частині парку зустрічаються леви (Panthera leo), південноафриканські гепарди (Acinonyx jubatus jubatus), саванні слони (Loxodonta africana) та африканські буйволи (Syncerus caffer caffer). Значні популяції великих ссавців навряд чи можна знайти деінде в екорегіоні.
Серед інших ссавців, що зустрічаються на плато Ньїка та в інших горах екорегіону, слід відзначити південного бушбока (Tragelaphus sylvaticus), звичайного дуїкера (Sylvicapra grimmia), дуїкера Харві (Cephalophus harveyi), блакитного дуїкера (Philantomba monticola), антилопу-стрибуна (Oreotragus oreotragus), орібі (Ourebia ourebia), африканського бородавочника (Phacochoerus africanus), чагарникову свиню (Potamochoerus larvatus), блакитну мартишку (Cercopithecus mitis), мінливу сонячну білку (Heliosciurus mutabilis), коротковухого вовчка (Graphiurus microtis), жовтоплямисту жорсткошерстну мишу (Lophuromys flavopunctatus) та плямистого дамана (Heterohyrax brucei). Серед поширених в екорегіоні хижих ссавців слід відзначити смугастого шакала (Lupulella adusta), звичайного каракала (Caracal caracal), сервала (Leptailurus serval), степового кота (Felis lybica), плямисту гієну (Crocuta crocuta), медоїда (Mellivora capensis) та африканську смугасту ласицю (Poecilogale albinucha).
Серед майже ендемічних ссавців, що зустрічаються в регіоні, слід відзначити танзанійського дуїкера (Cephalophus spadix), галаго Гранта (Paragalago granti), великого хом'якощура (Beamys major), чорно-червону кущову білку (Paraxerus lucifer), гірську кущову білку (Paraxerus vexillarius), ньїкського саванника (Aethomys nyikae), танзанійську отомишу (Otomys lacustris) та люту білозубку (Crocidura desperata). Ендеміками екорегіону є ньїкська мишоподібна землерийка (Myosorex gnoskei) та рунгвійський карликовий галаго, нещодавно ідентифікований вид з роду Paragalago. Цей примат зустрічається у гірських вічнозелених лісах і бамбукових заростях в горах Рунгве, Порото і Кіпенгере в Танзанії. Зразки цього виду вперше були зібрані у 1930-х роках, але вони були ідентифіковані як такі, що належать до різних видів. Наразі відбувається формальний опис виду.
В межах екорегіону зустрічається понад 400 видів птахів. Серед майже ендемічних птахів, поширених в екорегіоні, слід відзначити білогорлу таміку (Cisticola njombe), танзанійську таміку (Cisticola nigriloris), малавійського вайдага (Euplectes psammacromius), малавійського бюльбюля (Arizelocichla olivaceiceps), малавійського торо (Phyllastrephus alfredi), ірингійського приріта (Batis crypta), гірського нікорника (Apalis chapini), буробокого золотокоса (Dessonornis anomalus), танзанійського акалата (Sheppardia lowei), східного гонолека (Laniarius fuelleborni), високогірного щеврика (Crithagra melanochroa), зеленогорлу маріку (Cinnyris whytei) та нагірного сорокопуда (Lanius collaris marwitzi). Ендеміками плато Ньїка є кілька підвидів різних видів птахів, зокрема підвид рудокрилого турача Scleroptila levaillantii crawshayi, підвид золотолобого ткачика Ploceus baglafecht nyikae та підвид африканського фірлюка Mirafra africana nyikae. Серед інших птахів, поширених на плато Ньїка, слід відзначити рідкісних білошиїх журавлів (Grus carunculata) та кафрських дрохв (Neotis denhami). Тут також мешкає найбільша у світі популяція рідкісних довгохвостих ластівок (Hirundo atrocaerulea), що нараховує близько 5000 пар.
Герпетофауна екорегіону нараховує 6 видів амфібій та 20 видів плазунів, які є ендемічними або майже ендемічними представниками екорегіону. Серед ендемічних амфібій, поширених в регіоні, слід відзначити річкову жабу Стюарта (Phrynobatrachus stewartae) та укінґську річкову жабу (Phrynobatrachus ukingensis), а серед плазунів — ньїкського поясохвоста (Cordylus nyikae), укінґського поясохвоста (Cordylus ukingensis), еумецію Джонстона (Eumecia johnstoni), мабую Брауна (Trachylepis brauni), хамелеона Фюлеборна (Trioceros fuelleborni) та нчісійського карликового хамелеона (Rhampholeon nchisiensis). Також ендеміками екорегіону є низка безхребетних тварин, зокрема бабка-стрілка Teinobasis malawiensis, яка відома з гірських потоків на півночі Малаві, метелик-сонцевик Neocoenyra petersi, який є ендеміком плато Кітуло, а також три види метеликів, які є ендеміками плато Ньїка.

## Збереження
Архіпелагоподібна структура Південного Рифту означає, що його складові частини природно ізольовані одна від одної рельєфом. Однак втручання людини спричинило подальшу фрагментацію та деградацію цих острівних екосистем. Найбільшу загрозу для збереження природи екорегіону становлять спричинені людьми пожежі, які щороку трапляються в ньому. Вважається, що практика розпалювання пожеж, яка практикувалася століттями, якщо не тисячоліттями, стала основною причиною заміни афрогірських лісів чагарниковими луками та пасовищами. На додаток до руйнування, спричиненого частими лісовими пожежами, площа лісів регіону додатково скоротилася завдяки добуванню деревного вугілля та дров і розчистки земель під поля та плантації. У Малаві це знищення лісів особливо виражене, оскільки все, що залишилося від колись великих гірських лісів, — це невеликі реліктові гаї, які місцеві жителі використовували як кладовища.
Оцінка 2017 року показала, що 3404 км², або 15 % екорегіону, є заповідними територіями. Природоохоронні території включають: 
- Плато Уфіпа[en] — Лісовий заповідник Мбізі (Танзанія);
- Гори Кіпенгере і плато Кітуло[en] — Національний парк Кітуло, Мисливський резерват Мпанга-Кіпенгере[en], Лісовий заповідник Ірунгу, Лісовий заповідник Чімала-Скарп, Лісовий заповідник Маденге, Лісовий заповідник Мдандо, Лісовий заповідник Мсіоро та Лісовий заповідник Сакаран'юмо (Танзанія);
- Гори Умаліла[en] — Лісовий заповідник Умаліла (Танзанія);
- Гори Місуку[en] — Лісовий заповідник Матіпа, Лісовий заповідник Мугезе та Лісовий заповідник Вілінді (Малаві);
- Гори Мафінга[en] — Лісовий заповідник Мафінга (Малаві і Замбія);
- Плато Ньїка[en] — Національний парк Ньїка[en] (найбільший національний парк в Малаві) та Національний парк Ньїка[en] (Замбія);
- Гори Віф'я[en] — Лісовий заповідник Узумару та Лісовий заповідник Південної Віф'ї (Малаві);
- Гора Чіпата[en] — Природний заповідник Нкотакота[en];
- Гора Нтчісі[en] — Лісовий заповідник гори Нтчісі;
- Гори Кірк[en] — Лісовий заповідник гори Дедза[en], Лісовий заповідник Чіробве та Лісовий заповідник Муа-Лівузелі (Малаві). Мозамбіцька частина хребта Кірк є незахищеною.